# تقويم هندي

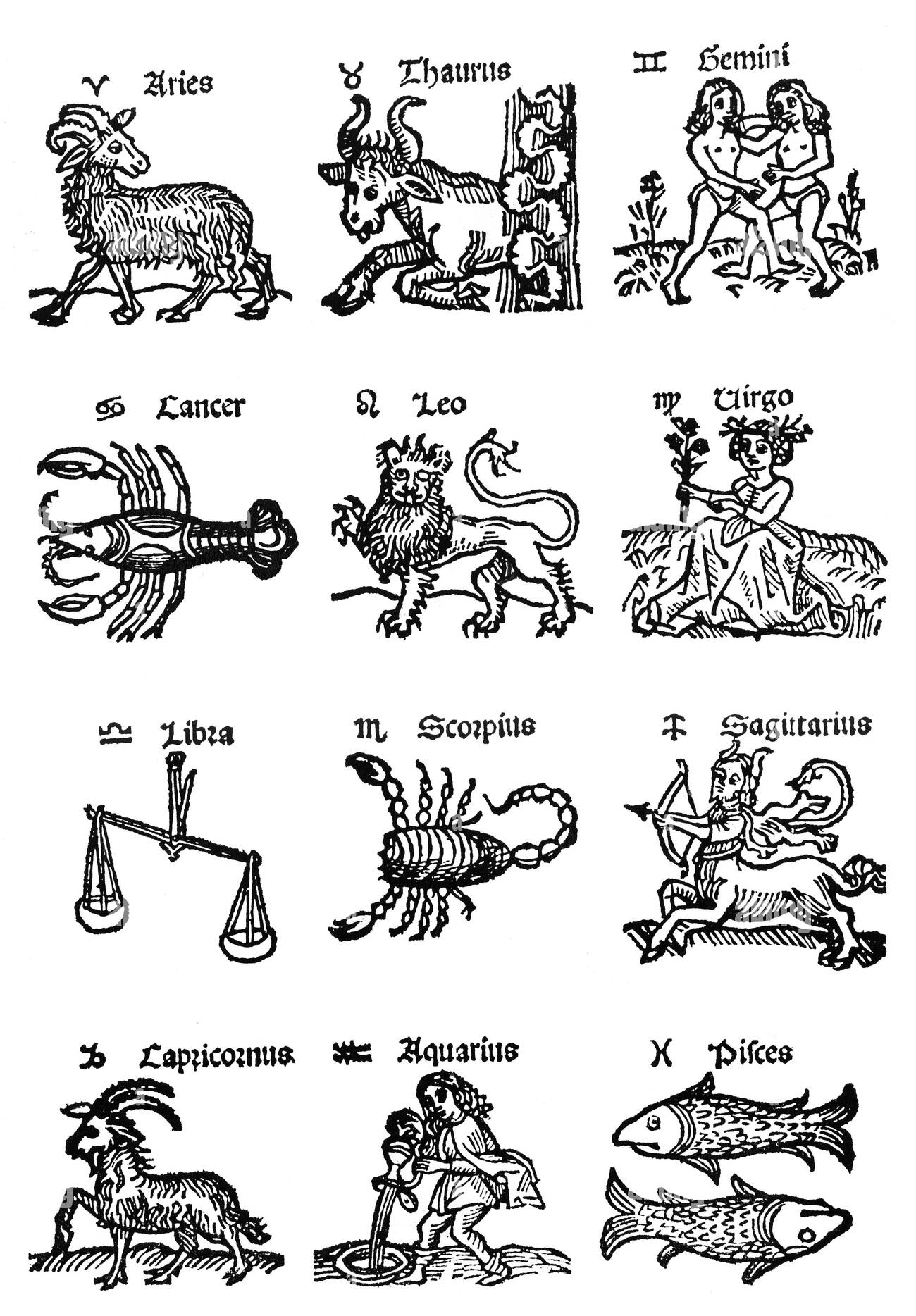

السنوات الهندية: لكل سنة عند الهنود اسمها الخاص والدورة الواحدة هي عبارة عن 60 سنة، وتتكرر هذه الدورة كل 60 سنة ولتعديل السنة من اجل مطابقة الأشهر القمرية مع المواسم السنوية يتم بإضافة شهر كل خمس سنوات.أي يعتبرون كل خمس سنوات فيها عمليا 61 شهرا وفي كل شهر 30 يوم

## تقسيم السنة
والسنة تقسم إلى ثلاث فترات لاسباب دينية كل فترة اربع أشهر وكل فترة تقسم إلى موسمين أي أن لهم ستة مواسم.
والتقويم الهندوسي هو نظام التأريخ المستخدم في الهند منذ حوالي 1000 قبل الميلاد وما زال يستخدم لإنشاء التواريخ للسنة الدينية الهندوسية: ويقوم على عام يتكون من 12 شهرا قمريا، أي اثنا عشرة دورة كاملة من مراحل القمر. ولكي يتم حل التناقض بين السنة القمرية من حوالي 354 يوما والسنة الشمسية من حوالي 365 يوما جزئيا يتم ذلك عبر إقحام لشهر إضافي كل 30 شهرا.
يذكر بأن التقويم الهندي هو تقويم قمري شمسي

### اليوم القمري
التقويم القمري مقترن بحركة الشمس والقمر سوية.
التقويم القمري هو تقويم يعبر التاريخ حسب شكل القمر. غالباً يبدأ الشهر على قمر جديد. التقويم الهجري والصيني والعبري والهندي كلها تقاويم قمرية. وتعرف السنة القمرية بأنها المدة التي يحتاجها القمر للدوران 12 دورة حول الأرض، كل دورة تكون شهراً قمرياً واحداً. ونظراً لكون الدورة القمرية الواحدة حول الأرض (نسبة للمراقب من الأرض) تستغرق 29.530588 يوماً (تحديداً 29 يوم و12 ساعة و44 دقيقة و2.8032 ثانية) فإن طول الشهر القمري يكون إما 29 أو 30 يوما.
أما الـ 12 دورة فهي تستغرق 354.367056 يوماً، هذا يعني أنها أقصر بـ 11 يوماً تقريباً (10.875 يوم تحديداً) من السنة الشمسية والمعتمدة في التقويم الميلادي

### الشهر القمري
هناك نوعين من الأشهر القمرية؛
أمانتا Amanta: وهو الأكثر استعمالا في الهند (خاصة في الجنوب) وهو يبدأ مع نهاية ال أمافاسيا ويبدأ اليوم الأول من الشوكلا باكشا
شوكلانتا Suklant وهو يبدأ عندما يكون القمر والشمس في مقابلة بعض تمام أي يكون القمر 180 درجة تماما من موقع الشمس، أي أنه يبدأ مع أول يوم في الكريشنا باكشا
يسمى الشهر القمري على حسب المنازل القمرية الهندية. هنا سأشرح لكم عن الأشهر القمرية حسب نظام ال أمانتا لأنه الأكثر استعمالا. يبدأ الشهر القمري الأول عند اقتران النيرين في برج الحوت. الأسماء بالترتيب هي كالتالي:
1. تشايترا Chaitra
2. فايساكها Vaisakha
3. جايستا Jyestha
4. آشادا Aashada
5. شرافانا Shravana
6. بادرابادا Bhadrapada
7. أسويجا Aswija
8. كارتيكا Karthika
9. مارغاسيرا Margasira
10. بوشيا Pushya
11. ماغها Magha
12. فالغونا Phalguna

### التقويم والسنة الشمسية
التقويم هذا يعتمد على حركة الشمس في فلك البروج. عندما تدخل الشمس في "0" درجة من الحمل عندها تبدأ السنة الشمسية. تسمية الأشهر هي نفس الأشهر القمرية، أي بما أن السنة تبدأ من برج الحمل والشهر الأول هو عندما تكون الشمس في الحمل، وبما أن المنزلة المقابلة هي فايساكا، الشهر الأول في السنة الشمسية هي فايساكا. هذا هو ترتيب الشهور:
1. فايساكها Vaisakha
2. جايستا Jyestha
3. آشادا Aashada
4. شرافانا Shravana
5. بادرابادا Bhadrapada
6. أسويجا Aswija
7. كارتيكا Karthika
8. مارغاسيرا Margasira
9. بوشيا Pushya
10. ماغها Magha
11. فالغونا Phalguna
12. تشايترا Chaitra

أيضا تسمى الأشهر حسب البرج. أي الشهر الأول يسمى بالحمل والذي يليه الثور فالجوزاء وهكذا. هذه هي أسامي الشهور بالهندي وهي أسماء البروج:
1. Mesha
2. Vrishabha
3. Mithuna
4. Kataka
5. Simha
6. Kanya
7. Thula
8. Vrischika
9. Dhanus
10. Makara
11. Kumbha
12. Meena